# Маргарита Шотландская
Святая Маргари́та Шотла́ндская (около 1045[…], Баранья или Венгрия — 16 ноября 1093, Эдинбург) — супруга шотландского короля Малькольма III, мать королей Эдмунда, Эдгара, Александра I и Давида I, а также королевы Англии Матильды. В 1250 году причислена к лику святых папой Иннокентием IV.

## Биография

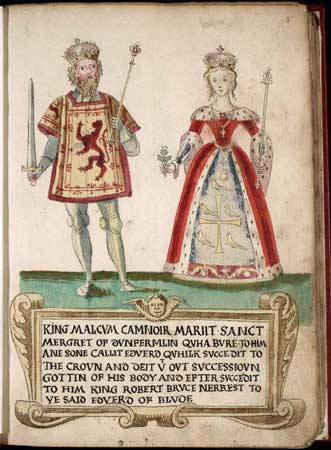
Малькольм III и Маргарита Шотландская на странице гербовника Марии Стюарт (1562)

### Происхождение
Отцом Маргариты Шотландской был Эдуард Изгнанник, представитель древней Уэссекской династии английских королей, сын Эдмунда Железнобокого. Эдуард ещё ребёнком покинул Англию, после того, как на престоле утвердилась датская династия. Происхождение матери Маргариты Агаты неясно. В источниках упоминаются версии, что она была либо родственницей императора Генриха (Англосаксонская хроника), либо дочерью короля Венгрии («История Церкви» Ордерика Виталия), а возможно — дочерью Ярослава Мудрого (Хроника Роджера из Хоудена). Детство Маргарита провела с родителями, братом Эдгаром и сестрой Кристиной при дворе венгерского короля Андраша I и Анастасии Ярославны.

### Королева Шотландии
В 1042 году на английский престол взошёл Эдуард Исповедник, дядя Эдуарда Изгнанника. Последний в 1056 году вместе с семьёй возвратился в Англию, но вскоре умер.
В 1066 году умер Эдуард Исповедник и трон захватил Гарольд Годвинсон. В том же году в Англию вторгся Вильгельм Нормандский, и некоторое время спустя, в 1068 году, претендент на престол Эдгар Этелинг с матерью и сёстрами покинул Англию. Семейство укрылось в Шотландии, где Маргарита вместе с сестрой Кристиной, видимо, готовилась посвятить себя монашеской жизни. Кристина стала аббатисой в Гемпшире, а Маргариту ждала иная участь — в 1070 году она стала женой шотландского короля Малькольма III.
В качестве королевы Маргарита покровительствовала церкви и монашествующим (именно она пригласила в Шотландию бенедиктинцев), помогала бедным, покровительствовала торговле. Тургот, духовник королевы, описывает её как женщину чрезвычайно набожную, милосердную и очень образованную. С её деятельностью связано проникновение на северную окраину Европы рыцарской англо-французской культуры. Своим младшим сыновьям она дала книжные имена, вовсе не свойственные для этих мест, — Давид и Александр.
Согласно «Житию Святой Маргариты, королевы шотландцев», написанному Турготом по просьбе её дочери Эдиты, королева умерла через несколько дней, после того как узнала о гибели мужа и старшего сына Эдуарда в битве у Алнвикана в ноябре 1093 года. Была погребена подле супруга в Данфермлинском аббатстве.
Поскольку её брат Эдгар Этелинг и сестра Кристина умерли бездетными, именно дети Маргариты рассматривались как потенциальные наследники английской короны теми, кто не признавал законности захвата власти Вильгельмом Завоевателем. Поэтому наследник Вильгельма, король Генрих Боклерк, выбрал в жёны её дочь Эдиту, которая в Англии стала известна под именем Матильды Шотландской. В жилах их потомков, таким образом, соединились кровь Вильгельма Завоевателя с кровью Альфреда Великого.

### Дети
У Маргариты Шотландской было 8 детей:
1. Эдуард — погиб в 1093 году;
2. Эдмунд — король Шотландии (1094—1097);
3. Этельред — аббат Данкелда;
4. Эдгар — король Шотландии (1097—1107);
5. Александр — король Шотландии (1107—1124);
6. Эдита (Матильда) — супруга короля Англии Генриха I, королева Англии (1100—1118);
7. Мария — супруга графа Булони Евстахия III, графиня Булони (1096—1116);
8. Давид — король Шотландии (1124—1153).

## Память
- Маргарита стала первой шотландской святой; следующий за ней шотландец был канонизирован только в 1976 году[9].
- В шотландском городе Эр расположен католический собор Святой Маргариты.
- Университетский колледж королевы Маргарет в Эдинбурге, основанный в 1875 году, первоначально рассчитанный на обучение женщин, назван в честь Маргариты Шотландской.
- Её имя носит древнейшее здание Эдинбурга, часовня королевского замка (в действительности построенная её сыном Давидом).

## Галерея

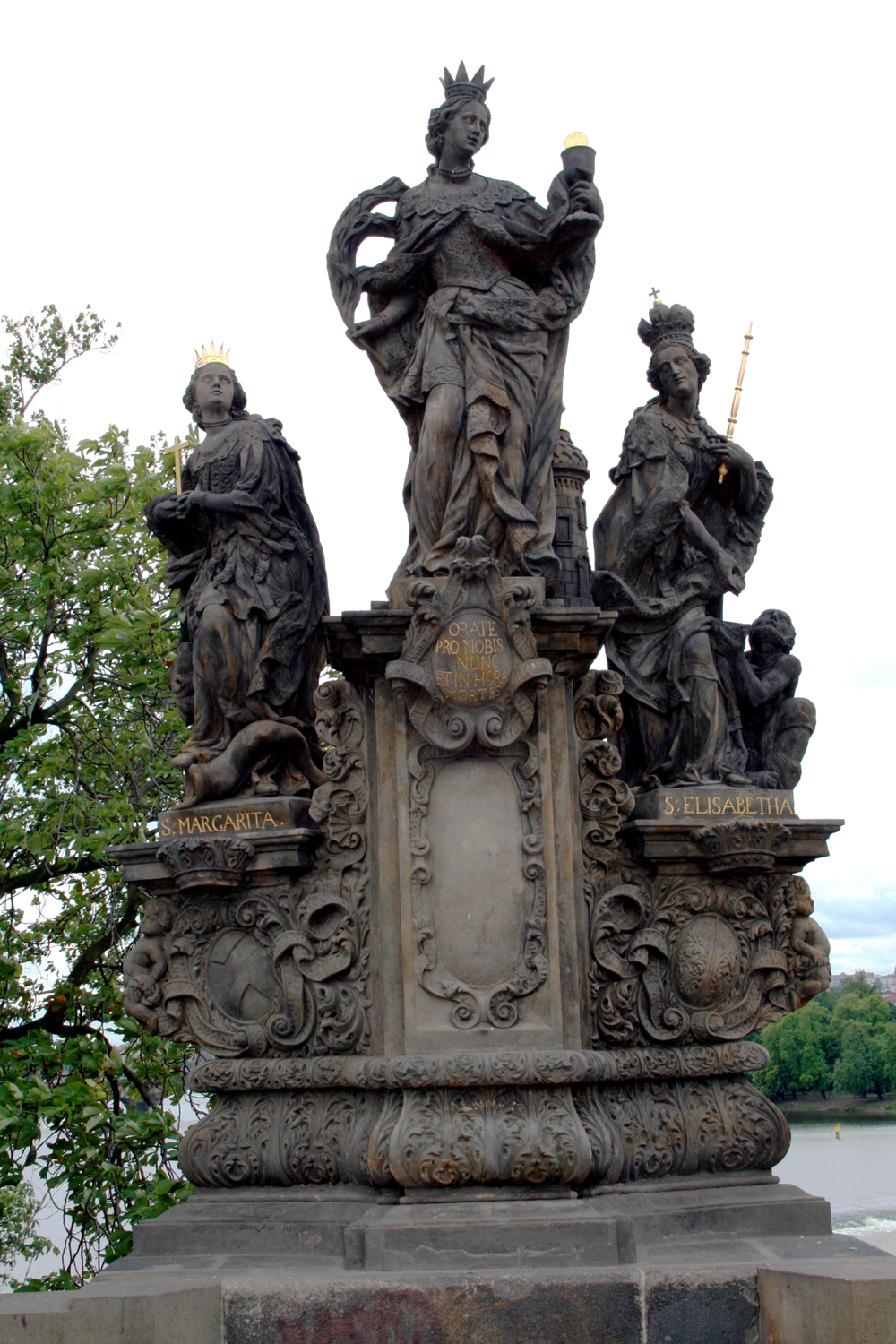
Скульптурная группа: святые Барбара, Маргарита и Елизавета на Карловом мосту в Праге
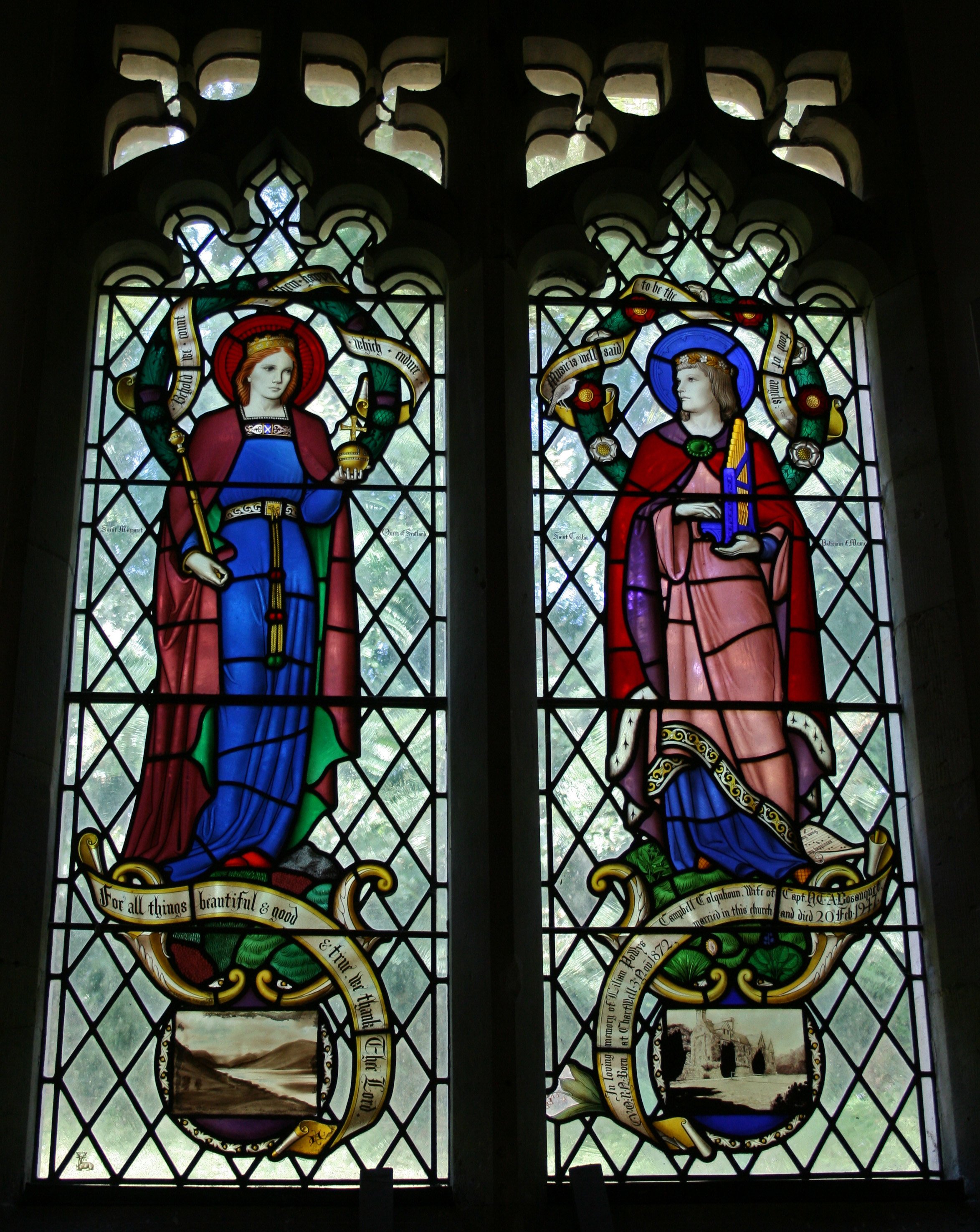
Витраж в Церкви Св. Троицы
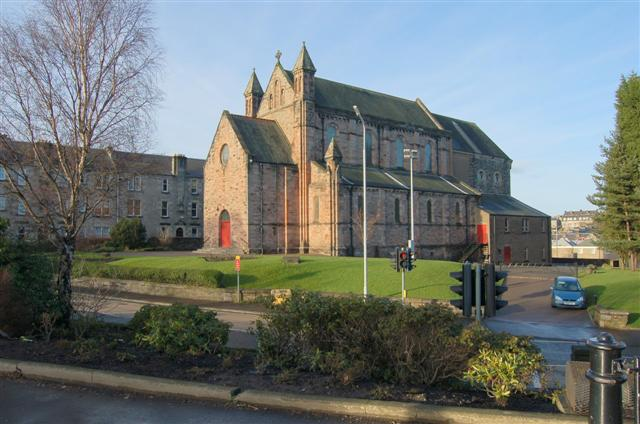
Церковь Св. Маргариты в  Данфермлинском Аббатстве